# تیریان-یلگا
تیریان-یلگا (انگلیسی: Tiryan-Yelga) یک شهرک در شهرستان تویمازینسکی استان باشقیرستان کشور روسیه است.